# Znormalizowany różnicowy wskaźnik wegetacji

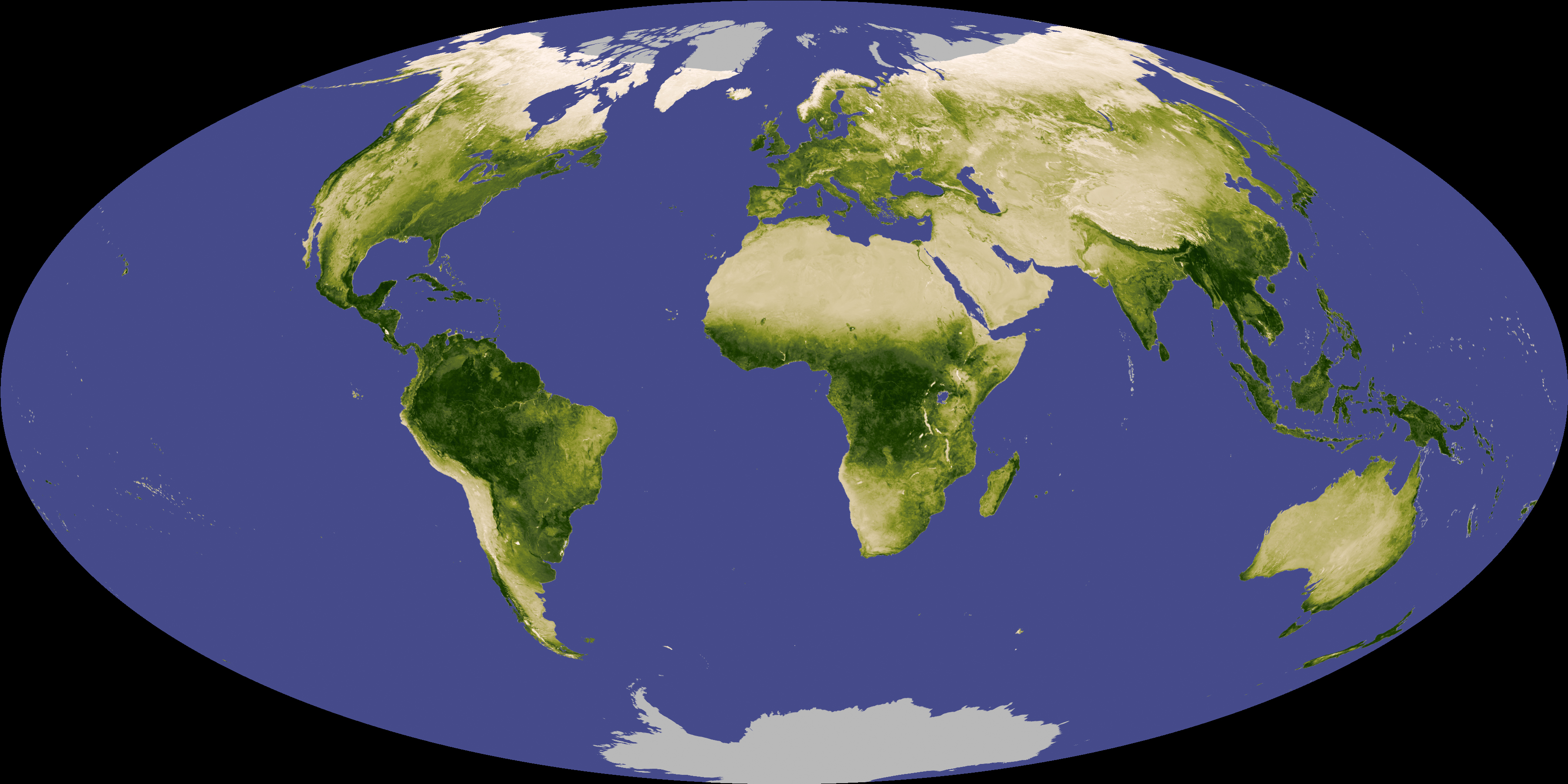
NDVI od 1 listopada 2007 roku do 1 grudnia 2007 roku. Obszary intensywnie zielone wskazują miejsca intensywnej wegetacji roślin

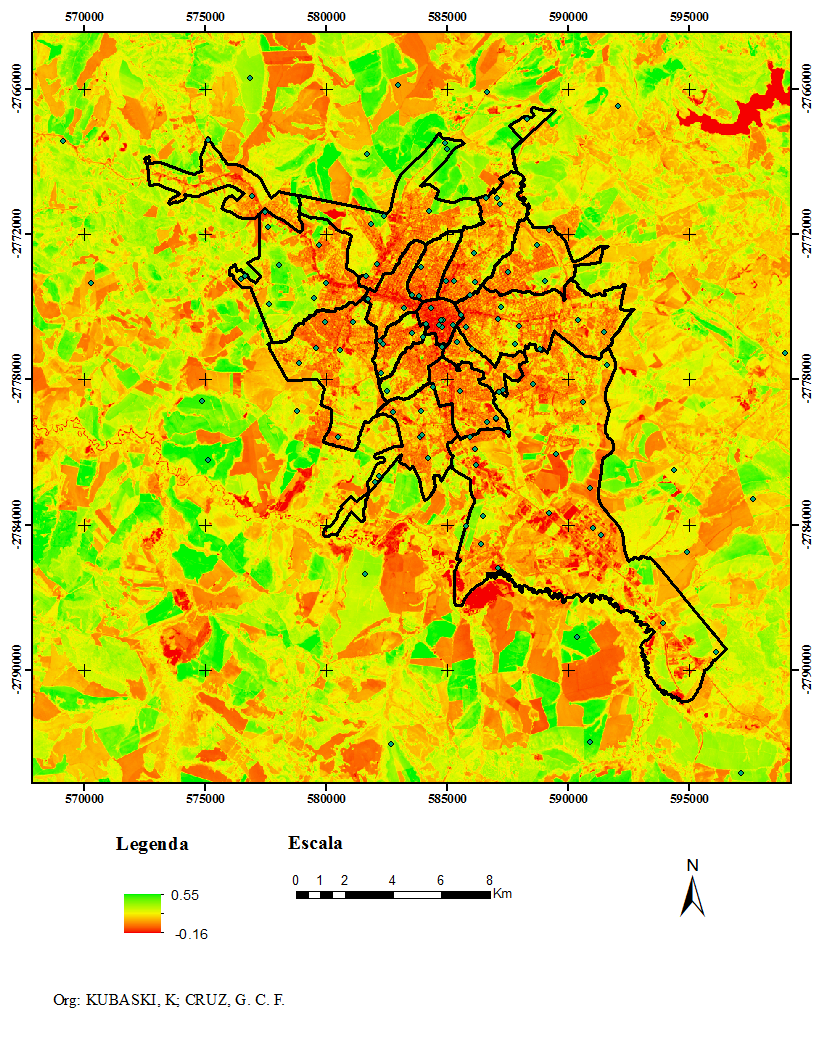
NDVI wykonane przez Landsat 8 dla obszaru miejskiego Ponta Grossa w południowej Brazylii

Znormalizowany różnicowy wskaźnik wegetacji,  NDVI (ang. Normalized Difference Vegetation Index) – wskaźnik stosowany w pomiarach teledetekcyjnych, pozwalający określić stan rozwojowy oraz kondycję roślinności. NDVI bazuje na kontraście między największym odbiciem w paśmie bliskiej podczerwieni a absorpcją w paśmie czerwonym. Wskaźnik został zastosowany po raz pierwszy przez J.W. Rouse'a w 1973 roku i obliczany jest według wzoru:
{\displaystyle {\mbox{NDVI}}={\frac {({\mbox{NIR}}-{\mbox{VIS}})}{({\mbox{NIR}}+{\mbox{VIS}})}}}
gdzie:
- VIS – odbicie w paśmie czerwieni,
- NIR – odbicie w paśmie podczerwieni.

Żywe, zielone rośliny pochłaniają promieniowanie słoneczne fotosyntetycznie czynne w zakresie 0,4–0,7 μm. Promieniowanie o falach dłuższych (0,7–1,1 μm) absorbowane jest w niewielkim stopniu. Wskaźnik przyjmuje wartości od -1 do 1. Wyższe wartości wskaźnika odpowiadają wyższemu odbiciu w zakresie podczerwieni i mniejszemu w zakresie czerwieni. Wysoka wartość wskaźnika odpowiada terenom pokrytym bujną roślinnością o dobrej kondycji.
Wskaźnik NDVI stosowany jest do zbierania informacji o natężeniu fotosyntezy oraz do prognozowania plonów lub ilości biomasy wytworzonej przez ekosystem.